# Jozef de Baenst (1485-1541)
Jozef de Baenst (ca. 1485 - 6 januari 1541) was een lid van de adellijke familie de Baenst en burgemeester van Brugge.

## Levensloop
Jozef de Baenst was de oudste zoon van ridder Joos de Baenst (ca. 1450-1502), burgemeester van het Brugse Vrije en van Maria Adornes (†1507). Hij was heer van Melissant en van Gapinge.
Hij was daarnaast baljuw van het Land van Waas (1513-1514) en heer van Gapinge (1520).
Hij trouwde in 1511 met Judoca De Fevere, dochter van ridder Roeland de Fevere en van Hadewijch van Heemstede. Het echtpaar bleef kinderloos. Hij werd begraven in het kartuizerklooster Genadedal, waar hij een weldoener van was.

## Stadsbestuur
De Baenst doorliep een loopbaan in het Brugse stadsbestuur, van 1510 tot 1533 en was achtereenvolgens:
- 1510-1511: raadslid,
- 1511-1512: hoofdman van het Sint-Janssestendeel,
- 1514-1515: burgemeester van de raadsleden,
- 1524-1526: burgemeester van de schepenen,
- 1531-1533: burgemeester van de schepenen.

## Bron
- Stadsarchief Brugge, Lijst van wetsvernieuwingen, van 1358 tot 1794.